# Hrozowe (obwód chersoński)
Hrozowe (ukr. Грозове) – wieś na południu Ukrainy, w obwodzie chersońskim, w rejonie biłozerskim. 162 mieszkańców.